# Motorway M-9 (Pakistan)
Der Motorway M-9 ist eine  Autobahn in Pakistan. Die Autobahn führt in Ost-West-Richtung von Karatschi nach Hyderabad im Süden des Landes und ist 136 Kilometer lang.

## Bau
Ursprünglich wurde die Straße als „Super Highway“ bezeichnet, da sie aufgrund des Ausbauzustands von zwei Fahrstreifen pro Fahrbahn als „National Highway“ beschildert wurde.

### Modernisierung
Im Mai 2011 wurde die Ausschreibung für die Erweiterung zum „Motorway“ von der National Highway Authority gestartet. Im Januar 2012 wurde ein Vertrag als Öffentlich-Private Partnerschaft mit dem malaiischen Bauunternehmen Bina Puri Holdings Bhd unterschrieben. Als Betreibermodell wurde Build Operate Transfer (BOT) festgelegt. Die Baukosten betragen rund 24,93 Milliarden Pakistanische Rupie (entspricht 203,8 Millionen Euro).
Von 2012 bis 2015 wurde die Straße ausgebaut und modernisiert, so dass sie als „Motorway“ mit der Nummerierung M-9 beschildert wird. Die Straße wurde auf drei Fahrstreifen pro Fahrbahn ausgebaut. Nach der Fertigstellung soll die Autobahn für 25 Jahre durch die Baufirma als Betreibergesellschaft betrieben werden (Konzession).
Die M-9-Autobahn steht zehn Jahre nach ihrer Modernisierung vor einer Reihe von Problemen. Eines der Hauptprobleme ist die unzureichende Instandhaltung der Straße. Zunehmend schlechte Straßenverhältnisse, darunter Schlaglöcher, beschädigte Fahrbahndecken und verblasste bis fehlende Beschilderungen, stellen ein Sicherheitsrisiko für Verkehrsteilnehmende dar. Obwohl die M-9 eine zentrale Verkehrsachse ist, weist sie in mehreren Abschnitten infrastrukturelle Mängel auf. Dazu gehören unter anderem fehlende Beleuchtung sowie zu wenige Rastplätze oder Notfallstationen, was das Reisen, vor allem nachts, erschwert und unsicherer macht.
Hinzu kommt ein deutlich gestiegenes Verkehrsaufkommen seit dem Umbau, das zu Staus, Unfällen und Verzögerungen führt. Schlecht geplante Kreuzungen, kaum durchgesetzte Verkehrsregeln und das Fehlen geeigneter Schutzbarrieren zur Abgrenzung des Verkehrs von potenziellen Gefahrenquellen verschärfen die Sicherheitslage zusätzlich. Obwohl die M-9 eine zentrale Rolle für die Verbindung wichtiger Städte spielt, ist ihr derzeitiger Zustand in Bezug auf Wartung und Infrastruktur deutlich verbesserungsbedürftig.

## Verlauf
Die folgenden Ortschaften liegen entlang der geplanten Strecke:
- Karatschi
- Hyderabad

## Einrichtungen
Seit der Modernisierung verfügt die Autobahn über sieben Autobahnkreuze/-dreiecke und -anschlussstellen, zwei Autobahnraststätten und 16 Mautstellen an den Ausfahrten.